# キス・オブ・ザ・ドラゴン
『キス・オブ・ザ・ドラゴン』（Kiss of the Dragon）は、2001年に公開されたアクション映画。ジェット・リー主演・原案、リュック・ベッソン製作。

## ストーリー
麻薬捜査のために中国からパリにやってきた捜査官リュウは、地元警察のリチャードとともにフランス・中国間で麻薬密売を行うギャングのソングの逮捕に向かうが、そこでリチャードの目論みによりソング殺害の犯人に仕立てあげられてしまう。リチャードはひそかに麻薬の市場独占を狙う悪徳警官だったのだ。
リュウはその場でリチャードに殺されそうになるが素早くかわし、リチャードがソングを撃ち殺す瞬間が録画されていた監視ビデオを取り出して、からくも追っ手から逃れた。その後リュウは身をかくまってもらった親類のエビチップス売りの店先で、娼婦ジェシカと出会うのだが、彼女もまたリチャードに陥れられ、愛する娘を人質にとられたあげく路上で商売をさせられていたのだった。
ジェシカは、ソングが殺害された現場にいた2人の娼婦のうちの1人で、リチャードからソング殺害を命じられ現場に派遣されていたのだが躊躇しトイレにいたため、もう1人の娼婦がソングを殺そうとしたところをリュウが部屋に押し入り、リチャードの罠にかかった詳細は見ていなかった。リュウはジェシカ母子をリチャード一味から救うため、そしてリチャードの企みをつぶして自らの潔白を証明するために単身動き出す。

## キャスト
| 役名                   | 俳優                   | 日本語吹替                                                                     | 日本語吹替 |
| 役名                   | 俳優                   | ソフト版                                                                       | テレビ東京版 |
| ---------------------- | ---------------------- | ------------------------------------------------------------------------------ | --- |
| リュウ・ヤン・スイヤン | ジェット・リー         | 楠大典                                                                         | 横堀悦夫 |
| ジェシカ・カーメン     | ブリジット・フォンダ   | 勝生真沙子                                                                     | 山崎美貴 |
| リチャード             | チェッキー・カリョ     | 磯部勉                                                                         | 安原義人 |
| ソン                   | リック・ヤン           | 後藤哲夫                                                                       | 後藤哲夫 |
| タイ                   | バート・クウォーク     | 藤本譲                                                                         | 加藤精三 |
| アジャ                 | ローレンス・アシュレイ |                                                                                | |
| 双子の男               | シリル・ラファエリ     |                                                                                | |
| 双子の男               | ディディエ・アズレ     |                                                                                | |
| マックス               | ジョン・フォーゲハム   | 手塚秀彰                                                                       | |
| ルポ                   | マックス・ライアン     | 小室正幸                                                                       | 渡部猛 |
| イザベル・カーメン     | イザベル・デュホーベル |                                                                                | 金田朋子 |
| その他                 |                        | 落合弘治 仲野裕 金沢映子 伊藤和晃 鈴木紀子 清水敏孝 滝知史 小山内一雄 小暮英麻 | 華村りこ 宮内敦士 篠原大作 落合弘治 稲葉実 松井範雄 北條文栄 水野龍司 佐々木睦 長嶝高士 多田野曜平 天田真人 薬師寺種子 田中英樹 |
|                        |                        |                                                                                | |
| 演出                   |                        | 蕨南勝之                                                                       | 木村絵理子 |
| 翻訳                   |                        | 桜井裕子                                                                       | 松崎広幸 |
| 調整                   |                        | 佐藤隆一                                                                       | 阿部直子 |
| 効果                   |                        |                                                                                | リレーション |
| 制作                   |                        | ビデオテック                                                                   | 東北新社 |
| 初回放送               |                        |                                                                                | 2003年9月18日 『木曜洋画劇場』                                                                                                  |

## スタッフ
- 監督：クリス・ナオン
- アクション監督：コリー・ユン
- 製作：リュック・ベッソン、スティーヴ・チャスマン、ジェット・リー、ハッピー・ウォルターズ
- 原案：ジェット・リー
- 脚本：リュック・ベッソン、ロバート・マーク・ケイメン
- 撮影：ティエリー・アルボガスト
- 音楽：クレイグ・アームストロング